# 大西弘子
大西 弘子（おおにし ひろこ、1948年10月3日 - 2001年7月13日）は、神奈川県横須賀市出身の元女子プロレスラー。
全日本女子プロレスに所属していた。

## 経歴
1969年デビュー。直後に覆面を被ってマスクド・リーを名乗り、柳みゆき（マスクド・キラー）、赤木まり子（マスクド・マリー）ともに「マスクド・シスターズ」の一員となった。キラーとのタッグでAGWAインターナショナルタッグ王座にも君臨。来日外国人選手とのタッグでもWWWA世界タッグ王座に何度も君臨した。
1974年よりミスZを名乗る。改名後も2度WWWA世界タッグ王座を獲得した。
1976年に引退し7年間の現役生活を終えている。
1999年2月1日、神奈川県警は横須賀市安浦町で売春宿を摘発、経営者グループにいた大西は売春防止法違反の疑いで逮捕された。実兄の借金の連帯保証人から生活苦になり摘発される1カ月前から営業を始めていた。日本テレビ「ルックルックこんにちわ」で取り上げた際に、松永高志、ジャッキー佐藤がインタビューにて心境を語っていた。

## 得意技
- フライングボディプレス
- ブレーンバスター

## タイトル
- AGWAインターナショナルタッグ王座
- WWWA世界タッグ王座

## 参考出典
- 週刊プロレス「全日本女子プロレスレスラーカタログ100」6月22日号